# Контрасты (музыкальный фестиваль)
Контра́сты или Contrasts — международный фестиваль современной музыки, который проводится во Львове (Украина), ежегодно с 1995 года. Концепция фестиваля направлена на представление «современной украинской музыки в контексте мирового музыкального искусства» и «раскрытие многообразия современных форм, стилей, жанров и интерпретаций». Как правило, фестиваль проходит в сентябре и октябре. Наряду с такими фестивалями, как «Два дня и две ночи новой музыки», «Киевский музыкальный фестиваль» и другими, «Контрасты» является одним из ведущих фестивалей современной классической музыки на Украине.
Начиная с первых дней существования фестиваля его концепция ориентировалась на авангардную и экспериментальную музыку (моделью для организаторов послужила «Варшавская осень»), однако, со временем эти направления стали менее радикальными.
В последние годы экспериментальный вектор вновь приобретает доминирующий статус.
Основатели «Контрастов» — дирижёр Роман Ревакович, композитор Юрий Ланюк и музыковед Ярема Якубяк. Члены художественного совета — Мирослав Скорик (председатель) и Александр Щетинский. Директор фестиваля — Владимир Сивохип.
В программе «Контрастов» — произведения современных композиторов, в частности премьеры, а также классика 20 века и прошлых эпох. Программы некоторых концертов сочетают «старую» (произведения эпохи барокко или классицизма) и «новую» (сочинения современных композиторов) музыку. Среди известных участников фестиваля Кшиштоф Пендерецкий (1996, 1999), Гия Канчели (2014), Арво Пярт (2001), София Губайдулина (2012), Зигмунд Краузе (2008), Саулюс Сондецкис (2006), Леонид Грабовский (2010), Богуслав Шеффер (2005), Эльжбета Сикора (2011) и другие.

## Комментарии
1. 1 2  Процеси аккультурації та інкультурації у міжнародних фестивалях сучасної музики в Україні (спроба соціокультурного аналізу): 150–57. {{cite journal}}: Cite journal требует |journal= (справка)Википедия:Обслуживание CS1 (url-status) (ссылка)
2. ↑  Козирєва, Тетяна (2014-10-29). «Ми показали творчість композиторів із різних куточків країни і їхній біль за Україну». Володимир СИВОХІП — про особливості ХХ Міжнародного фестивалю сучасної музики «Контрасти», який завершився у Львові. Процитовано 2015-09-01.
3. ↑  Чібалашвілі Асматі Олександрівна. Фестивалі сучасної музики в Україні та їх вплив на явище художнього синтезу в творчості сучасних українських композиторів // Культура і сучасність. — 2011. — Вип. 2 (9 березня). — С. 258—62.
4. ↑  Про фестиваль «Трасти» розповідают Владимир Сивохіп и Богдан Сегін. Архивная копия от 14 мая 2015 на Wayback MachineЛьвовская газета, 2014-10-11.
5. ↑  Володимир Сивохіп і фестиваль "Контрасти": 58–61. {{cite journal}}: Cite journal требует |journal= (справка)
6. ↑  Терещук, Галина (30 сентября 2013). Музичні "Контрасти" на всі смаки. Радіо Свобода. Архивировано 22 декабря 2015. Дата обращения: 27 февраля 2022.
7. ↑  Лідія Мельник. Ретроспектива контрастів // Буклет XX Міжнародного фестивалю сучасної музики «Контрасти». — Львів, 2014.
8. ↑  Участь польських музикантів у XVII Міжнародному фестивалі сучасної музики «Контрасти». Польский Інститут у Києві. Архів оригіналу за 2015-12-22. Процитовано 2015-09-07